# فرشه
فُرشِه یا فورشَه نام روستایی از توابع بخش فرح‌دشت شهرستان کاشمر در استان خراسان رضوی است. این روستا در دهستان قلعه بالا قرار دارد و برپایه سرشماری مرکز آمار ایران در سال ۱۳۹۵، جمعیت آن ۶۳۴ نفر (۲۵۲ خانوار) بوده است.
فرشه روستایی کوه پایه‌ای است که یکی از قله‌های بزرگ منطقه به نام کمرمرد در آن واقع شده است و کار بیشتر مردم روستا کشاورزی و دامداری می‌باشد. مهم‌ترین فرآورده‌های کشاورزی روستا زعفران، زردآلو، انار، و تیل (گونه‌ای طالبی که در منطقه مردم‌پسندی بالایی دارد) است و همچنین در مناطق کوهستانی روستا گونه‌های گوناگون جانوران از جمله قوچ‌ومیش کوهی، گرگ، یوزپلنگ، کفتار و… است و نیز گونه‌های گوناگون گیاهان شامل ریواس، کنگر، پیاز کوهی، گیاهان دارویی و… می‌باشد. همچنین این روستا دارای معادن ارزشمند مانند طلا است که روزانه بخش انبوهی از ماشین آلات سنگین از این روستا رد می‌شوند. زبان مردم فرشه فارسی و به گویش مردم نیشابور و کدکن نزدیک است.
از افراد زاده شده در فرشه می‌توان به آیت‌الله شیخ محمد صادق سعیدی اشاره کرد. 